# مارتن باوم
مارتن باوم (بالإنجليزية: Martin Baum)‏ هو سياسي أمريكي، ولد في 15 يونيو 1765 في الولايات المتحدة، وتوفي في 14 ديسمبر 1831 في نفس البلد.